# Halenkov
Halenkov (in tedesco Hallenkau) è un comune della Repubblica Ceca facente parte del distretto di Vsetín, nella regione di Zlín.